# Krzysztof Kłosek

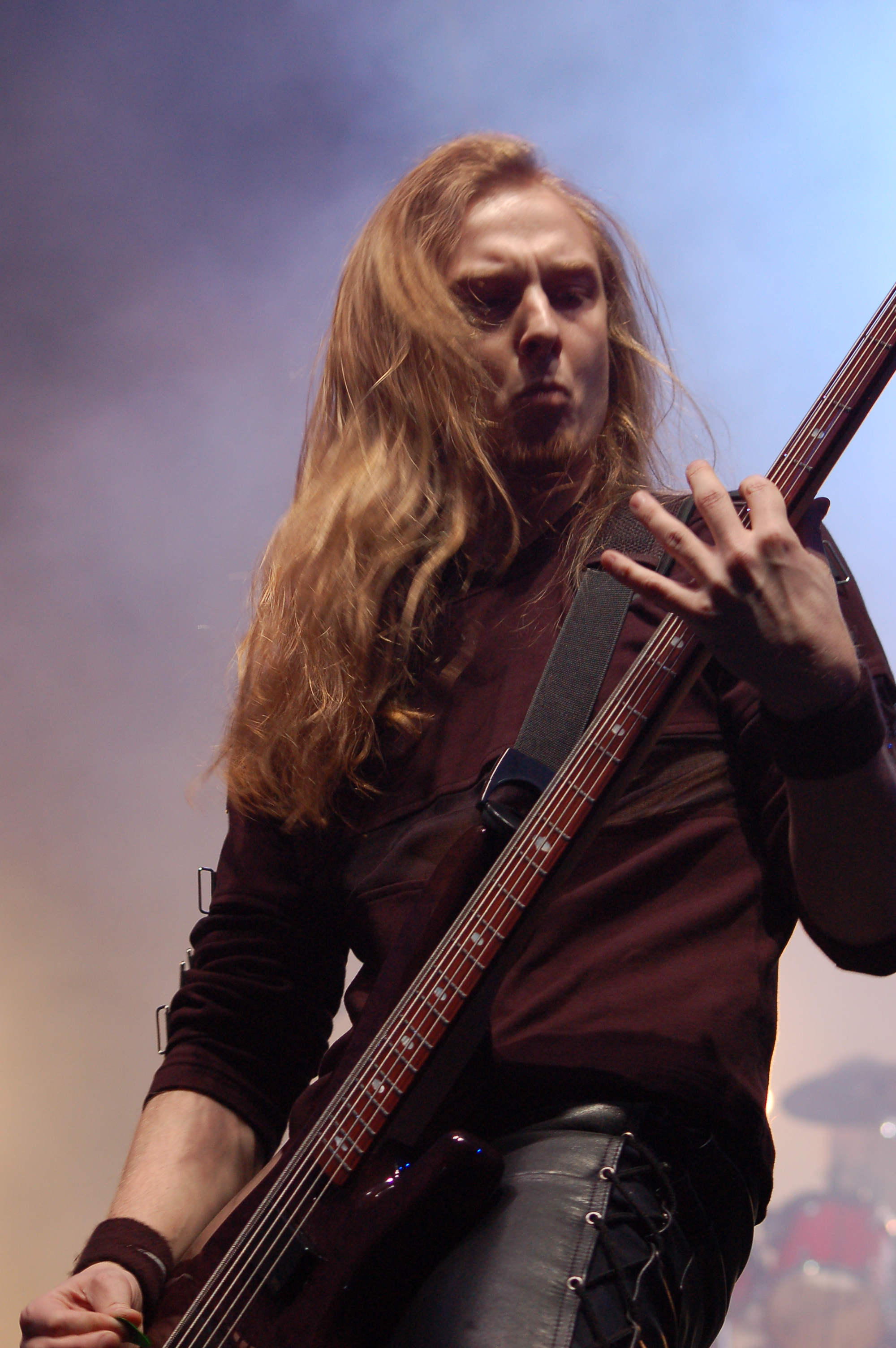
Krzysztof Kłosek

Krzysztof Kłosek (* 16. Juli 1978 in Świętochłowice) ist ein polnischer Sänger und Bassist.
Er war Mitglied von Horrorscope (2010–2012), Black From The Pit (2003–2012), Darzamat (2005–2007), Thorn.S (1999–2005, 2008–2010) und Killjoy (2008, 2009–2010).

## Diskografie
- Thorn.S – From the Inside (1999)
- Thorn.S – Place Of No Return (2001)
- Thorn.S – Promo MMIII (2003)
- Black From The Pit – Doublecrow Soul (2004)
- Darzamat – Transkarpatia (2005)
- Darzamat – Live Profanity (Visiting the Graves of Heretic) (2007)